# فورسا
فورسا شهری در شهرستان سابسه در استان بام در بورکینافاسوی شمالی است و جمعیت آن ۱۶۱ نفر است.